# Petrus Canisius
De heilige Petrus Canisius (Nijmegen, 8 mei 1521 – Fribourg, 21 december 1597) was een Nijmeegse theoloog. Tevens geldt hij als de eerste Nederlandse jezuïet.

## Biografie
Canisius werd geboren als Peter Kanis. Hij was de zoon van burgemeester Jacob Derickszn Kanis en Jelis van Houweningen. Zijn moeder overleed toen Canisius vijf was en zijn vader toen hij drieëntwintig was. Na zijn schooltijd aan de Latijnse School in Nijmegen studeerde hij filosofie en theologie te Keulen en behaalde daarin de doctorsgraad. Hij bezorgde er een uitgave van de mystieke werken van Tauler onder het pseudoniem Petrus Noviomagus. Canisius studeerde ook korte tijd kerkelijk recht in Leuven. In 1543 trad hij, na een ontmoeting met de jezuïet Pierre Favre, als eerste Nederlander in bij de toen net opgerichte orde der jezuïeten. Zijn plechtige kloostergeloften deed hij in 1549 te Rome in aanwezigheid van Ignatius van Loyola. In hetzelfde jaar promoveerde hij te Bologna tot doctor in de godgeleerdheid. Hij doceerde in zijn leven op verscheidene plaatsen in Duitsland. Ook nam hij deel aan twee sessies van het Concilie van Trente.
Petrus Canisius speelde een voorname rol in de Contrareformatie. Onder andere door het schrijven van verschillende catechismussen bestreed hij de Reformatie en de onwetendheid op geloofsgebied onder de katholieken. Zijn beroemdste catechismus is de Summa Doctrinae Christianae van 1555 in vraag-antwoord-vorm die in vele talen werd vertaald en ontelbare uitgaven kent. Zijn catechismus beleefde meer dan duizend herdrukken in 26 talen en is daarmee een van de meest herdrukte boeken in de Nederlandse geschiedenis. De eerste Nederlandse vertaling werd bezorgd door Niklaas Zegers (1558). Canisius overleed te Fribourg in Zwitserland op 21 december 1597 met zijn catechismus in zijn handen.

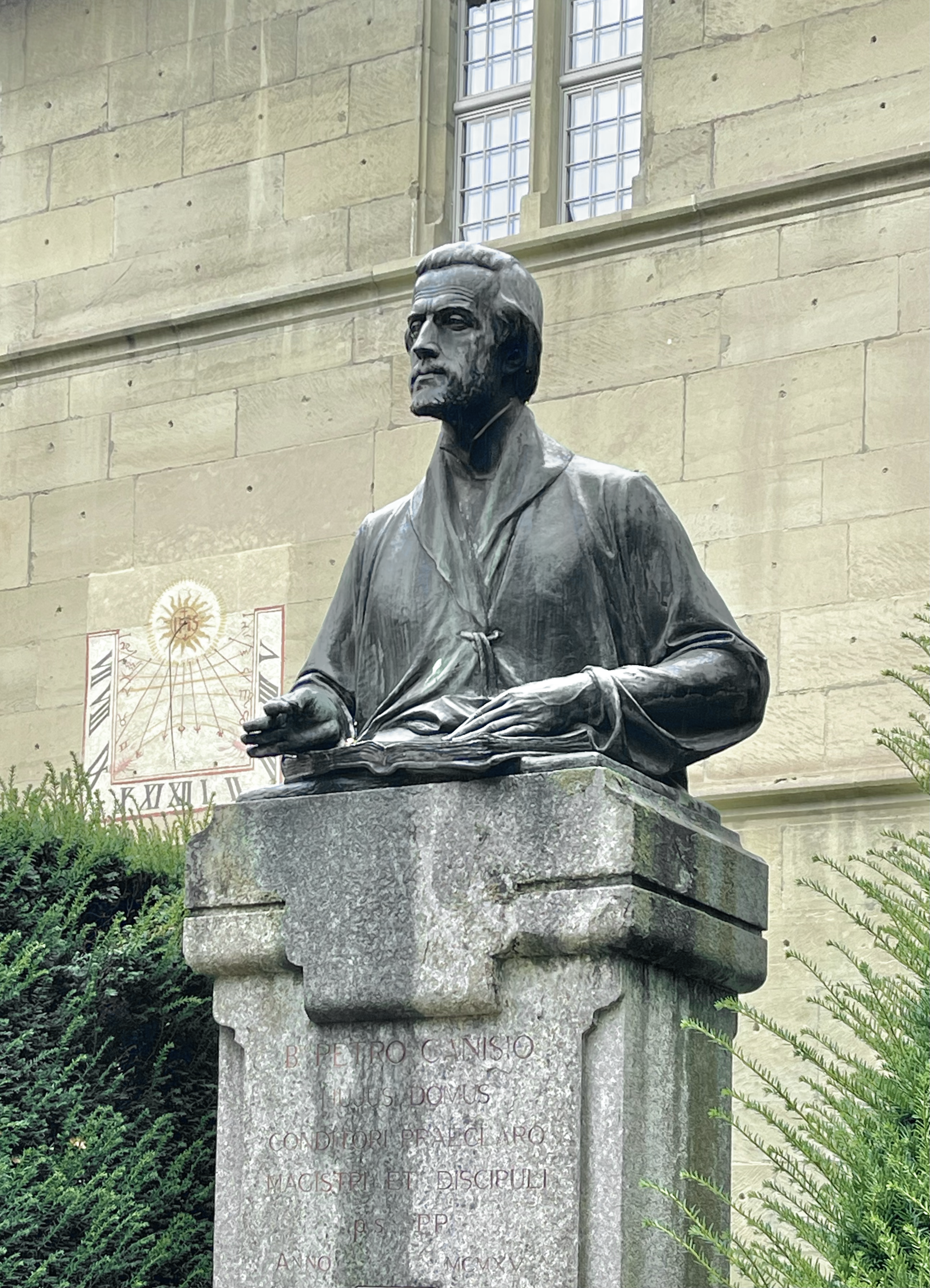
Petrus Canisius im Fribourg (stad)

In 1864 werd hij zalig verklaard. Op 21 mei 1925 is hij, op grond van aan hem toegeschreven genezingswonderen, heilig verklaard door paus Pius XI, die hem tevens de eretitel van kerkleraar schonk. Zijn feestdag wordt op 21 december gevierd; in Nederland, Duitsland en volgens de heiligenkalender van vóór het Tweede Vaticaans Concilie op 27 april.

## Relieken

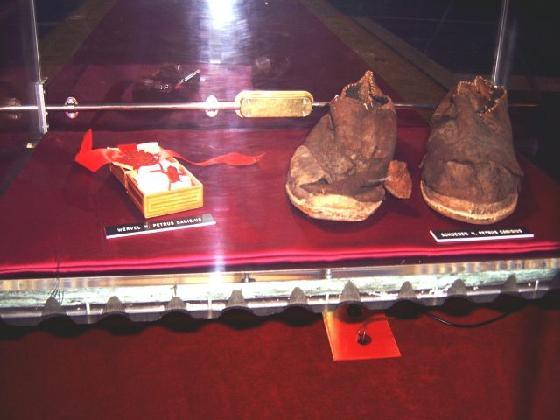
Relieken van Petrus Canisius in de Molenstraatkerk in Nijmegen

Een relikwie van de heilige (fragmenten van een wervel en zijn schoenen), wordt bewaard in de Petrus Canisiuskerk aan de Molenstraat in Nijmegen. Een beeld van hem, van de hand van de kunstenaar Toon Dupuis, is te vinden in het Nijmeegse Hunnerpark. Verder herinneren in zijn geboortestad het Canisius College, de basisschool Petrus Canisius, het voormalige Canisius College (internaat), de Sint Canisiussingel, de zeeverkennersgroep St. Petrus Canisius en het Canisius-Wilhelmina Ziekenhuis nog aan Petrus Canisius.
Ook in de rest van Nederland komt men zijn naam tegen, bijvoorbeeld de Canisius RK Scholengemeenschap in Almelo en Tubbergen, het Petrus Canisius College in Alkmaar, Basisschool Petrus Canisius in De Weere, de Canisiusgroep Scouting te Kloosterzande en de Sint-Petrus Canisiuskerk en basisschool Petrus Canisius in Puth. In 1904 werd de Apologetische Vereniging ‘Petrus Canisius’ opgericht. In de doelstelling van deze vereniging was opgenomen dat ze de Katholieke Kerk in haar wezen en streven meer bekend wilde maken en tegen aanvallen (liberalisme, socialisme en atheïsme) wilde verdedigen. Een belangrijke realisatie van deze vereniging was de publicatie van de Petrus Canisiusvertaling van de bijbel in 1939.

## Werk
- De verbi Dei corruptelis (1571)
- De Joh. Baptista (1577)
- De Maria Virgine (1577)
- Notae in evangelicas lectiones (2 dln., 1591–1593)
- (vertaalde selectie) Werken van Petrus Canisius (1925)

- Bibsys: 1581514963468
- Biblioteca Nacional de Chile: 000170020
- Biblioteca Nacional de España: XX1678728
- Bibliothèque nationale de France: cb120878000 (data)
- Biografisch Portaal: 30770155
- Catàleg d'autoritats de noms i títols de Catalunya: 981058523169406706
- Digitale Bibliotheek voor de Nederlandse Letteren: cani009
- Gemeinsame Normdatei: 118518836
- Historisch woordenboek van Zwitserland: 009012
- International Standard Name Identifier: 0000 0001 0905 410X
- Library of Congress Control Number: n86081350
- Nationale Bibliotheek van Letland: 000267922
- Bibliotheek van het Japanse parlement: 001273003
- Nationale Bibliotheek van Tsjechië: jn19992000121
- Nationale bibliotheek van Australië: 35915791
- Nationale Bibliotheek van Israël: 987007280818205171
- Nationale Bibliotheek van Polen: a0000001749670
- Nationale en Universitaire bibliotheek Zagreb: 000010706
- Nederlandse Thesaurus van Auteursnamen: 069987165
- Istituto Centrale per il Catalogo Unico: SIPV066727
- LIBRIS: 182726
- SNAC: w6ns108m
- Système universitaire de documentation: 029202329
- Trove: 308068
- Union List of Artist Names: 500387739
- Virtual International Authority File: 59109589
- WorldCat: E39PBJhxgtwXjD7hjgJCCJRHYP

Albertus de Grote · Alfonsus van Liguori · Ambrosius van Milaan · Anselmus van Canterbury · Antonius van Padua · Athanasius van Alexandrië · Augustinus van Hippo · Basilius de Grote · Beda Venerabilis · Bernardus van Clairvaux · Bonaventura van Bagnoregio · Catharina van Siena · Cyrillus van Alexandrië · Cyrillus van Jeruzalem · Efrem de Syriër · Franciscus van Sales · Gregorius de Grote · Gregorius van Narek · Gregorius van Nazianze · Hiëronymus van Stridon · Hilarius van Poitiers · Hildegard van Bingen · Ireneüs van Lyon · Isidorus van Sevilla · Johannes Chrysostomus · Johannes Damascenus · Johannes van het Kruis · Laurentius van Brindisi · Leo de Grote · Petrus Canisius · Petrus Chrysologus · Petrus Damiani · Robertus Bellarminus · Theresia van Ávila · Theresia van Lisieux · Thomas van Aquino